# Detvan (báseň)
Detvan (1853) je lyricko-epická poema slovenského romantického básníka Andreje Sládkoviče. Poema je považována po jeho milostné básni Marína za autorovo druhé nejvýznamnější dílo. Skladba vznikla jako oslava slovenského lidu, čemuž odpovídá  i vysoká míra idealizace jeho morálních vlastnosti spjatých s čistou krásou slovenské přírody.

## Vznik poemy
Sládkovič dokončil poemu roku 1847 v Rybároch (dnes součást města Sliač), kde působil od roku 1844 jako vychovatel rodině Pavla Bezegha. Velký vliv na vznik básně měla jeho nová láska k Antónii Júlii Sekovičové, dceři panského úředníka a jeho budoucí manželce. Tento vztah mu po trpkém rozchodu s Marií Pischlovou (titulní postavou jeho Maríny) přinesl nové štěstí, které se projevilo v idylickém Detvanovi. Tak jako Marína nemohl Detvan najít dlouho nakladatele až zásluhou Jozefa Miloslava Hurbana vyšel až roku 1853 v pátém ročníku almanachu Nitra.

## Obsah poemy
Poema se odehrává ve 14. století za vlády krále Matyáše Korvína v okolí Poľany a její vůdčí myšlenou je zobrazení lidu Detvy jako symbolu národní síly. Projevuje se v ní také jánošíkovská a korvínovská folklórní tradice. Král Matyáš (Matiáš) je silně zidealizovaný a zobrazený jako panovník, co má blízko k lidu. Vlastní děj je bez dramatického spádu a soustředěný kolem osoby Detvance Martina.
Poema je uvedena krátkou básní s názvem Vrstovníkom, ve které se autor vyznává z lásky k národu. Po ní následuje 250 slok po deseti verších (tzv. decim použitých i v Maríně), rozdělených do pěti zpěvů:
- Martin,
- Družina,
- Slatinský Jarmok,
- Vohľady (námluvy, zálety),
- Lapačka (verbování).

### Martin
Hlavním hrdinou poemy je Martin Hudcovie, netradiční romantická postava bez vnitřních protikladů, ideální představitel slovenského lidu. Pochází z rolnického rodu, narodil se v přírodě a je s ní srostlý, má laskavé rodiče, které miluje, je čestný, statečný a nesnáší násilí a nespravedlnost.
Martin vidí skupinu děvčat bavících se na louce za dědinou. Je mezi nimi i krásná Elena, jeho milá. Martin si s děvčaty zatančí a pak odchází na starou Poľanu, Děvčata včetně Eleny se za ním smutně dívají. Na své další cestě uvidí Martin sokola, jak útočí na zajíce. Zabije jej valaškou a zajíce tak zachrání. Vezme sokola a jde dál, zahraje si na fujaru, mocně zahvízdá a nakonec usne. Probudí ho zvuk dud (gajd), na které hraje jeho kamarád. Vydá se za ním a za jeho veselou družinou.

### Družina
Je večer a Martin sedí společně se sedmi Detvanci okolo vatry. Pečou si berana, hrají na dudy a tancují. Protože Martin nepřichází domů, mají o něho matka a otec strach. Elena se dokonce vydá do hor jej hledat. Cestou potká dva muže s pochodněmi. Jsou to zbojníci, kteří se rozhodnou vzít si jí přes její zoufalé prosby sebou na Poľanu.
Vatra dohořívá a Martinův přítel Janko si všimne mrtvého sokola. Zjistí, že sokol má na noze žlutou kartičku a uvědomí si, že v těchto končinách nyní pobývá král Matyáš. Bojí se, že sokol je krále a že Martin bude za svůj čin potrestán. Martin však věří, že král je spravedlivý a nepotrestá jej, protože nevěděl, že je sokol jeho. Sám mu mrtvého sokola přinese a přizná se. 
Rozloučí se a jde domů. Po chvíli uvidí dvě pochodně a uslyší nářek dívky, ve které pozná svou milou Elenu. Zaútočí na zbojníky, jednoho na místě zabije a druhý uteče. Elena mu vysvětlí, že jej šla hledat, protože se o něho bála.

### Slatinský jarmok
Martin se vydá na Zvolenský zámek. Neví, že král Matyáš se ráno vydal do Slatiny na jarmark, aby se podíval na obyčejný lid. U brány zámku jej chtějí kvůli sokolovi chytit a zavřít, ale Martin jim uteče. Jde za králem do Slatiny, předstoupí před něho, přizná se a pak směle odpovídá na královy otázky. Lidé se za Martina přimlouvají, protože je zbavil krutých zbojníků. Králi se Martin líbí, daruje mu koně a kantár (ohlávku s udidly) a Martin se vrací domů. 

### Vohľady
Elena sedí před domem v Detve, čeká na Martina a hraje přitom na brumli (drumbli). Najednou se před mí objeví král Matyáš, kterého nepozná. Král se s ní dá do řeči, ptá se jí na její rodiče a dvoří se jí, aby se přesvědčil, že Martina skutečně miluje. Daruje jí jeden ze svých krásných zlatých prstenů, ale Elena nemá o krále zájem. Sládkovič ji vykresluje jako ideál slovenských děvčat: je to poslušná dcera, krásná dívka a je věrná Martinovi. 
Když se objeví Martin, pošle Elena krále pryč. Ukáže Martinovi prsten od neznámého nápadníka, který musí být zřejmě velmi bohatý. Martin je smutný, protože ví, že verbíři budou odvádět mladíky na vojnu a že se bude muset s Elenou rozloučit. Elena mu radí, aby se ukryl, protože si nedokáže představit život bez něho. To však Martin hrdě odmítne a zasmušile odchází. 

### Lapačka
V Detve probíhá verbování. Do Martinova domu přichází královští poslové s tím, že se má Martin okamžitě odebrat na zámek. Zarmoucenou Martinovu matku utěšují, že bude mít ze syna švarného vojáka. Na zámku přivítá Martina král Matyáš a oznámí mu, že jako voják jeho elitního černého pluku bude lovit jiné sokoly – vrahy. Martin přísahá králi věrnost, ale žádá, aby si mohl ponechat valašku, kroj, vrkoče a fujaru jako symboly národní hrdosti, a svojí lásku Elenu. Král mu všechno ponechá.

## Operní adaptace
- Viliam Figuš-Bystrý: Detvan (1928), libreto Emil Lukáč, dílo je považováno za první slovenskou operu v tom smyslu, že jde o první operní dílo napsané na slovenský námět a text a předvedené na profesionálním jevišti..[4]
- Anton Cíger: Detvan (1939).[5]

## Český překlad
Do češtiny báseň přeložil Kamil Bednář. Tento překlad vyšel společně s překladem poemy Marína od  Jiřiny Kintnerové v knize Marína; Detvan, Praha: Odeon 1966.